# 체인지업 라이프 헬로 굿맨
《체인지업 라이프 헬로 굿맨》은 2016년 11월 27일부터 2017년 10월 22일까지 채널A에서 매주 일요일 오전 7시 20분에 방송된 텔레비전 프로그램이다.